# محمد بن فضل الله الساروي
السيّد محمد بن فضل الله بن خُداداد الهاشمي الطبرستاني الملّقب بـثقة الإسلام المتخلّص بـالهاشمي (؟ - مايو 1924/ شوال 1342) فقيه جعفري وشاعر إيراني عراقي. ولد في ساري بإقليم طبرستان ونشأ بها وهو ينتمي إلى عائلة موسوية شهيرة تعرف بـآل مير عماد الدين. تلقى علومه الأولى على والده، ثم قصد مدينة النجف في العراق العثماني وأخذ عن علمائها، وانتقل بعدها إلى مدينة سامراء ولازم محمد حسن الشيرازي مدة ثم عاد إلى النجف واستوطنها حتى وفاته. له عدة مؤلفات ورسالات فقهية وأدبية، وديوانان شعريان بالفارسية والعربية، «أنوار الهدى» و«مشكاة الأنوار».

## سيرته
هو محمد بن فضل الله بن خُداداد بن مير رشيد بن مير حمزة بن مير آقابيك، الهاشمي الموسوي الطبرستاني الساروي النجفي. تعرف أسرته بـآل مير عماد الدين الموسوي. 

ولد في سنة غير معلومة في مدينة ساري بإقليم طبرستان (مازندران لاحقًا) بالدولة القاجارية ونشأ بها. أخذ عن فقهاء عصره فيها وتلقى أصول الفقه الجعفري واللغة العربية عن والده. هاجر إلى النجف بولاية بغداد العثمانية وأخذ عن علماءها أولًا، ثم ذهب إلى سامراء فأخذ عن محمد حسن الشيرازي، عاد إلى النجف وأخذ عن حبيب الله الرشتي وحسين الخليلي. و روى عن ريحان اللّه بن جعفر الكشفي، و محمد الأشرفي و غيرهما. 

رجع إلي وطنه واشتغل بمهامه الدينية، ولكنه كرَّ عائدًا إلى النجف مواصلًا نشاطاته، يقوم بمهامه الدينية والفقهية، واشتغل بالتدريس في أحد جوامعها.

توفي ثقة الإسلام الساروي في النجف بالمملكة العراقية في شهر شوال 1342 هـ/ مايو 1924 م. 

## أدبه
كان شاعرًا أديبًا باللغتين الفارسية والعربية ويتخلص في شعره بـ«الهاشمي». جاء في معجم البابطين عنه «شاعر تقليدي، نظم فيما تداوله شعراء عصره من أغراض كالغزل والمديح والرثاء والمساجلات الشعرية، ما وصلنا من شعره قصيدة من الغزل الرمزي (هائية 23 بيتًا) حافظ فيها على تقاليد القصيدة العربية: كخطاب الصاحبين وشكوى الوشاة، والحرص على المحسنات البديعية.» 

## آثاره
له مؤلفات، مخطوطة ومطبوعة، منها:
- «أنوار الأحكام في شرائع سيد الأنام»، في الفقه في ثلاث مجلدات،
- «أنوار الأصول»، في أصول الفقه في خمس مجلدات
- «أخبار الأئمة»
- «مشارق الأنوار في الخيارات»
- «أنوار الإسلام في علم الإمام عليه السّلام»، كتابا في تراجم أسرته
- «مشكاة الأنوار»، ديوان شعره بالعربية
- «أنوار الهدى»، ديوان شعره بالفارسية

من رسالاته:
- رسالة في سهو الإمام والمأموم
- رسالة في حكم كثير الشك
- رسالة في أحكام الجبائر

## وصلات خارجية
- في بوابة الشعراء